# Margaret Dumont
Pour les articles homonymes, voir Dumont.
Margaret Dumont (20 octobre 1882 - 6 mars 1965) est une actrice américaine, célèbre pour ses rôles dans les comédies des Marx Brothers.

## Biographie
Née Daisy Juliette Baker à Brooklyn, New York, elle adopte le nom de scène de Marguerit ou Margaret Dumont.
Pendant sa jeunesse, Dumont est formée au chant lyrique et à la comédie ; elle débute sur scène en Europe et aux États-Unis, d’abord sous le nom de Daisy Dumont et plus tard comme Margaret ou Marguerite Dumont. Elle apparaît pour la première fois au théâtre dans Sleeping Beauty and the Beast au Chestnut Theater à Philadelphie. En 1902, elle apparaît comme actrice et chanteuse dans un vaudeville à Atlantic City, puis dans The Girl Behind the Counter (1908), The Belle of Brittany (1909) et The Summer Widower (1910).
Elle joue dans sept des treize films des Marx Brothers le rôle de la riche veuve alternativement courtisée ou insultée par le personnage de Groucho Marx. Elle a parfois été surnommée « le cinquième des frères Marx ».
Elle joue en tout dans 57 films, y compris certains films muets, à commencer par A Tale of Two Cities, en 1917. Son premier rôle majeur lui est proposé dans Noix de coco, en 1929. Son dernier film est What a Way to Go!, en 1964, dans lequel elle joue Mrs. Foster.
Elle meurt d'une crise cardiaque à Hollywood, le 6 mars 1965.

## Filmographie partielle
- 1917 : Un drame d'amour sous la Révolution (A Tale of Two Cities) de Frank Lloyd (non créditée)
- 1929 : Noix de coco (The Cocoanuts) de Robert Florey et Joseph Santley : Mme Potter
- 1930 : L'Explorateur en folie (Animal Crackers) de Victor Heerman : Mme Rittenhouse
- 1931 : The Girl Habit d'Edward F. Cline : Blanche Ledyard
- 1933 : La Soupe au canard (Duck Soup) des Marx Brothers : Mme Gloria Teasdale
- 1934 : Fifteen Wives de Frank R. Strayer
- 1934 : Gridiron Flash de Glenn Tryon
- 1934 : Kentucky Kernels de George Stevens
- 1935 : Orchids to You de William A. Seiter
- 1935 : Une nuit à l'opéra (A Night at the Opera) de Sam Wood : Mme Claypool
- 1935 : Code secret (Rendezvous) de William K. Howard
- 1936 : Transatlantic Follies (Anything Goes) de Lewis Milestone
- 1936 : Héros d'un soir (Song and Dance Man) d'Allan Dwan
- 1937 : Un jour aux courses (A Day at the Races) de Sam Wood : Emily Upjohn
- 1937 : The Life of the Party de William A. Seiter
- 1937 : Youth on Parole de Phil Rosen
- 1937 : Vol de zozos (High Flyers) d'Edward F. Cline
- 1937 : Wise Girl de Leigh Jason
- 1938 : Coup de théâtre (Dramatic School) de Robert B. Sinclair : professeur de pantomime
- 1939 : Un jour au cirque (At the Circus) d'Edward Buzzell : Mrs. Suzanna Dukesbury
- 1941 : Les Marx au grand magasin (The Big Store) : Martha Phelps
- 1941 : Passez muscade (Never Give a Sucker an Even Break) d'Edward F. Cline : Mme Hemogloben
- 1942 : Born to Sing d'Edward Ludwig
- 1943 : Maîtres de ballet (The Dancing Masters) de Malcolm St. Clair : Louise Harlan
- 1944 : Le Bal des sirènes (Bathing Beauty) de George Sidney : Mme Allenwood
- 1944 : Sept Jours à terre (Seven Days Ashore) de John H. Auer
- 1945 : Broadway en folie (Diamond Horseshoe) de George Seaton : Mme Standish
- 1945 : Sunset in El Dorado de Frank McDonald
- 1946 : Deux Nigauds vendeurs (Little Giant) de William A. Seiter : Mrs. Hendrickson
- 1952 : Le Bal des mauvais garçons (Stop, You're Killing Me) de Roy Del Ruth
- 1962 : Zotz! de William Castle : Persephone Updike